# Abborrtjärnen (Laxsjö socken, Jämtland, 708709-143360)
Abborrtjärnen är en sjö i Krokoms kommun i Jämtland och ingår i Indalsälvens huvudavrinningsområde.